# Firminy
Firminy é uma comuna francesa na região administrativa da Auvérnia-Ródano-Alpes, no departamento do Loire. Estende-se por uma área de 10.45 km². Em 2010 a comuna tinha 17 190 habitantes (densidade: 1 645 hab./km²).